# Rolf P. Harder
Pour les articles homonymes, voir Harder.
Rolf Harder (Hambourg, 1929–Montréal, août 2013) a été un designer graphique canadien d'origine allemande. Il était membre de l'Académie royale des arts du Canada, de la Society of Graphic Designers of Canada (GDC) et de l'Alliance graphique internationale (AGI).

## Biographie
Rolf Harder est né le 10 juillet 1929 à Hambourg, en Allemagne. Lorsque la guerre prit fin en 1945, Hambourg était en ruines et occupée par les forces britanniques. À cette période, le monde de Hambourg avait soif d’information  et leurs regards étaient posés sur le monde extérieur. Un des moyens de recevoir de l’information était d’assister à des projections de films sur le continent nord américain, ce qui eut une grande influence sur Rolf Harder.
Lors de ses années au lycée, Rolf Harder eut la chance d’avoir un professeur d’art dévoué qui prit intérêt à son enthousiasme pour la peinture et le dessin. Grâce aux encouragements de ce professeur et d’une tante artiste, Rolf postule et est accepté à l’Académie des beaux-arts de Hambourg. Pendant ses études, il aura appris plusieurs techniques tels que la typographie, la lithographie, le design graphique, etc. Durant les périodes des fêtes, il travaille dans l’industrie et voyage dans diverses régions de l’Europe.
Rolf rencontre sa future épouse dans les deux premières années après son arrivée à Montréal. Par pur hasard, elle est aussi originaire de Hambourg. En 1957, ils font un voyage de deux mois à travers le reste du Canada, les États-Unis et le Mexique avant de retourner à Hambourg pour revoir leurs familles respectives, s’installer et se marier. Deux ans plus tard, en 1959, Le couple retourne au Canada. L’objectif pourtant est de s’installer à New York, une ville où la conception, et l’innovation graphique sont primordiales. En attente de leur visa américain, Rolf est incapable de se trouver un emploi stable, mais réussi tout de même à réaliser des projets indépendants.
Le destin a voulu qu’au moment de l’obtention de leur visa, ils avaient décidé de rester à Montréal, car Rolf avait trouvé un emploi équivalent de se qu'il cherchait à New York, et Ils résident toujours à Montréal après 53 ans. Parents de deux enfants, leur fils né en 1963 et leur fille en 1966, ils sont dorénavant grands-parents de trois petits-enfants

## Vie professionnelle
Après l’Académie des beaux-arts, de 1952 à 1955, Rolf Harder a été employé comme maquettiste dans une  agence de publicité. N’étant pas prêt pour un travail stable, il part en quête de nouvelles expériences tant sur le plan personnel que professionnel, puis décide d'aller s’installer à Montréal, influencé par un ami qui y résidait déjà, en 1955.
Quelques jours après son arrivée à Montréal, Rolf trouve du travail dans une grande compagnie d’imprimerie (platemaker) dans les départements artistique. Assigné à une table à dessin parmi plusieurs autres cabines, il reçut, pour sa première semaine de travail, cinq dollars pour la conception de deux cartons d’allumettes. Leçon d’humilité, il quitte rapidement la compagnie afin de trouver quelques choses de mieux rémunéré. Pendant deux ans et demi, il occupe différentes tâche dans deux différentes agences de publicité occupant, entre autres, le poste de concepteur et directeurs artistique. Rolf  décide de faire de sa vie personnel une priorité, donc vers 1959 il travaille indépendamment et fait des contrats par-ci par-là par le biais de sa première compagnie Rolf Harder Design.

### Design collaborative
Fondé en 1965 avec trois partenaires, ils ouvrent deux bureaux dans deux grandes villes canadiennes soit Montréal et Toronto. Tony Mann, un designer graphique  britannique et Al Faux, designer industriel originaire du Canada, s'occupe du bureau de Toronto. À Montréal c’est Rolf et Ernst Roch, un des premiers designers qui lui prêta un appui amical dans cette ville, qui sont responsables du bureau.
Leur travail était reconnu pour leur communication directe, efficace, ainsi que leur clarté visuelle. C'est grâce à cette ligne directrice et constante qu'ils doivent leur succès. Les services offerts étaient liés au domaine du design graphique et industriel. Ils ont notamment produits des catalogues, des livrets, des symboles, des emballages de produits et développent des identités visuelles.
Deux ans plus tard, Tony Mann accepte le poste de président du département de design au Nova Scotia College of Art and Design, ce qui met fin au partenariat et entraine la fermeture du bureau de Toronto. Ernst et Rolf continuent leur partenariat à Montréal pendant douze ans.

### Rolf Harder and Associates
En 1977, Rolf et Ernst se séparent, fermant Design Collaborative pour créer chacun leur propre compagnie. Rolf crée ainsi Rolf Harder and Associates.

## Une approche et un style innovateur
Au Canada, l’apparition du mouvement visuel dit celui de l’école suisse ou « international », peut être accordée entre-autres à Rolf Harder et à son collègue Ernst Roch. 
Avant de s’unir pour créer la firme de graphisme Design Collaborative, en 1965, les designers avaient plusieurs choses en commun, notamment du fait qu’ils travaillaient tous deux dans des agences de publicité. Il est dit que ceci, malgré eux, les empêchait d’avoir un contact direct avec leur clientèle. Ainsi, dans le but de contrer ces aspects néfastes de leur profession et considérant leur place influente dans le milieu du design graphique, Harder et Roch se donnèrent comme mandat de travailler au bénéfice d’un meilleur environnement professionnel et d’une meilleure forme de communication publicitaire. Harder décrit alors la particularité de leur approche graphique comme étant « pragmatique » , caractéristique qui le distingua de ses designers contemporains. En optimisant les démarches de communication avec ses clients, il simplifie également son approche visuelle, s’associant par conséquent au dit « style international ». En effet, plusieurs critiques partageaient cette opinion et admiraient leur façon, à lui et à Roch, de percevoir leur profession : « Si le rôle du graphiste est bien avant tout de transmettre un message, c’est grâce à la maitrise d’une certaine science, que nous pourrions qualifier de quasi exacte, qu’il devrait arriver à convaincre le client que là est bien la meilleure solution. », « science » que Design collaborative exploitait à merveille. 
Le style esthétique très personnel de Harder fut lui aussi grandement acclamé et influent. En commençant par des créations d’allure plus moderne et où le rouge et le noir régnaient souvent (Les Sulfamides – une renaissance, 1962, The Sulfonamides –a resurgence, 1963, This is ‘’Format’’, 1964 ), il s’orienta, grâce à Design Collaborative, vers des morceaux plus variés en formes et en couleurs, sans toutefois perdre l’aspect épuré et géométrique qui lui était caractéristique (Carte de Noël de l’association des architectes du Québec, 1969, FauxHarder MannRoch, 1965, Grand Prix du Canada, 1977 ).

## Rolf Harder et le Modernisme
Rolf Harder fait partie du mouvement Moderniste. Ce mouvement n’ est pas seulement perçu comme une esthétique mais rejoint ceux qui en font partie jusque dans leur mode de vie et leur manière de penser. C’ est une philosophie en soit qui prône la simplicité avant tout, ainsi qu’ une esthétique épurée et sans ornements. 
Le modernisme produisit des formes qui étaient auparavant inconnues. Architectes et designers, redéfinirent ou renouvelèrent des formes existantes. Les changements techniques dans tous les domaines influencèrent les créations précédentes. L’ infini répertoire de la nature fut largement employé comme nouvelle source. Les formes naturelles furent des sources d’ inspiration pour la conception d’ immeubles, de  chaises, de lampes, de tables, de piscines et d’ affiches depuis le début des années 1940 jusqu’ aux années 1960 . Lorsque Harder entre sur le marché du travail, au début des années 1960, le modernisme est en pleine expansion. En effet, les années 1950 et 60 sont considérées comme l’ âge d’ or de ce mouvement dans le milieu du design graphique. C’ est la période du « Less is More » où les designers étaient très concernés par le fait qu’ ils voulaient que leurs œuvres soient le plus intemporelles possible et recherchaient la forme la plus pure.
Rolf Harder fut d’ ailleurs représenté dans l’ exposition Manifestos & Modernism au MoMA à New York.

## Du graphisme à la peinture
Rolf Harder se définit d’abord comme une graphistes. Il est venu à la peinture un peu par hasard, simplement pour le plaisir de la chose, pour la satisfaction de sentir les formes et les couleurs servir à d’autres fins et les utiliser selon une approche différente. 
Si, dans les deux, cas, design et peinture, la technique demeure assez semblable, l’ensemble des significations est très différente. Pour le graphiste, le symbole évolue, il doit rencontrer certaines exigences, répondre à des contraintes en rapport avec le marché, le produit ou le client. Le symbole créé doit être évident à expliquer à une personne non-avertie ; le message s’impose. Alors que pour la peinture, l’artiste se trouve libre et peut se laisser aller par son imagination. En fin de compte, la signification n’est pas toujours évidente. Le message occupe un large champ de signification. Il nécessite l’intervention du spectateur dans une compréhension qui lui est personnelle.
Venu d’une conception, d’une perception uniquement rationnelle de l’existence, chacun des tableaux développe, au fur et à mesure qu’évoluent les formes géométriques, un sens de l’irrationnel, une dimension émotive profondément humaine qui viennent appuyer les couleurs systématiquement vives et pures. Du point de vue de l’artiste, ses nouvelles toiles deviennent une exploration inconsciente dans un premier temps, qui se convertit ensuite au fur et à mesure que les pièces géométriques s’assemblent, en une découverte du sens général de l’œuvre qui, au bout d’un moment, lui échappe presque.
D’une certaine façon, la peinture de Rolf Harder nous permet par sa construction de créer un lien avec l’art totémique que des indiens d’Amérique et conceptions du graphisme qui tendent à représenter le plus clairement possible une idée grâce à un symbole, une image, un signe, voire une lettre stylisée.

## Honneur (Prix)
- 1974 : membre de l'Alliance graphique internationale (canadienne)
- 1976—1995 : président de l'alliance graphique internationale (canadienne)
- 1985 : reconnu pour son influence et sa contribution majeure au graphisme au Canada

- 1992 : membre de l'Académie royale des arts du Canada)
- 1998 : World Logo Design Award (International Trademark Center, Belgique)

- 2007 : élu membre honoraire de la société des designers graphique du Québec